# مریونت پارک (ایلینوی)
مریونت پارک (به انگلیسی: Merrionette Park) یک منطقهٔ مسکونی در ایالات متحده آمریکا است که در شهرستان کوک (ایلینوی) واقع شده‌است. مریونت پارک ۰٫۹۷ کیلومتر مربع مساحت و ۱٬۹۰۰ نفر جمعیت دارد.